# Weinmannia kunthiana
Weinmannia kunthiana är en tvåhjärtbladig växtart som beskrevs av David Don. Weinmannia kunthiana ingår i släktet Weinmannia och familjen Cunoniaceae. Inga underarter finns listade i Catalogue of Life.